# Betula raddeana
Betula raddeana — вид рослин родини Betulaceae. Зустрічається в Грузії, Азербайджані та Росії. Йому загрожує втрата середовища проживання.

## Поширення
Цей вид є ендеміком Кавказу, зустрічається в Азербайджані, Грузії та Росії.
Це субальпійський лісовий вид, розкиданий по соснових, змішаних або букових лісах і утворює межу дерев разом з горобиною та польовою. Цей вид зустрічається переважно на схилах, часто на вапняках, від середньогірської до субальпійської зон.

## Опис
Це невелике дерево чи великий кущ. Кора дорослих дерев сріблясто- або рожево-сіра. Листки широкояйцеподібні, загострені, округлі чи злегка серцеподібні до ширококлиноподібних біля основи; грубо і нерівнозубчасті, 38–50 мм завдовжки, шириною від двох третин до стільки ж; тьмяно-темно-зелені і злегка запушені зверху; запушені по жилках і в пазухах жилок знизу.